# 马
馬是一种草食性家畜，是野马的亚种，广泛分布于世界各地。目前全球约有5,800万匹马，共計905个品种。
現代家馬原产于歐亞大陸中心，源於6000多年前就被人类驯養的歐洲野馬。早期的馬匹馴養遺址於烏克蘭草原、哈薩克中亚草原等地被發現。美洲大陸原生的野馬族群約於公元前兩萬年滅絕，直至15世纪后，歐洲殖民者才將歐亞大陸的家馬引進美洲和未曾產馬的澳洲。

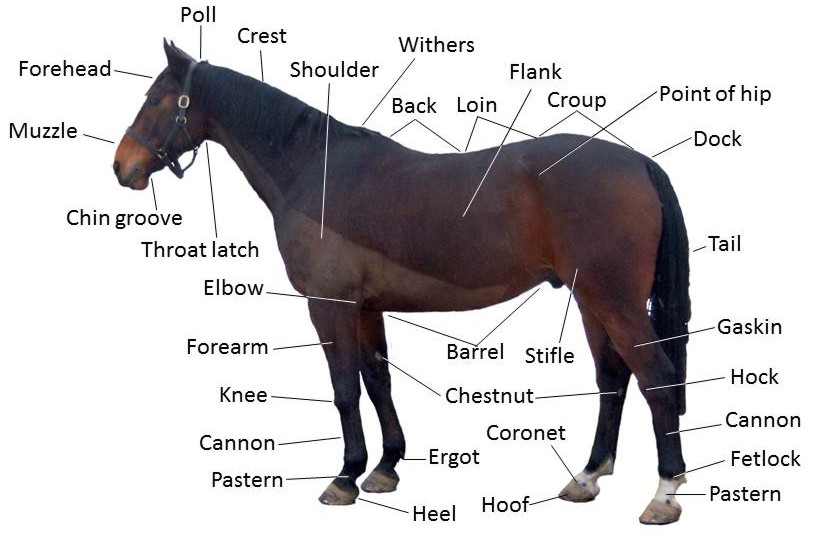
馬的各部位

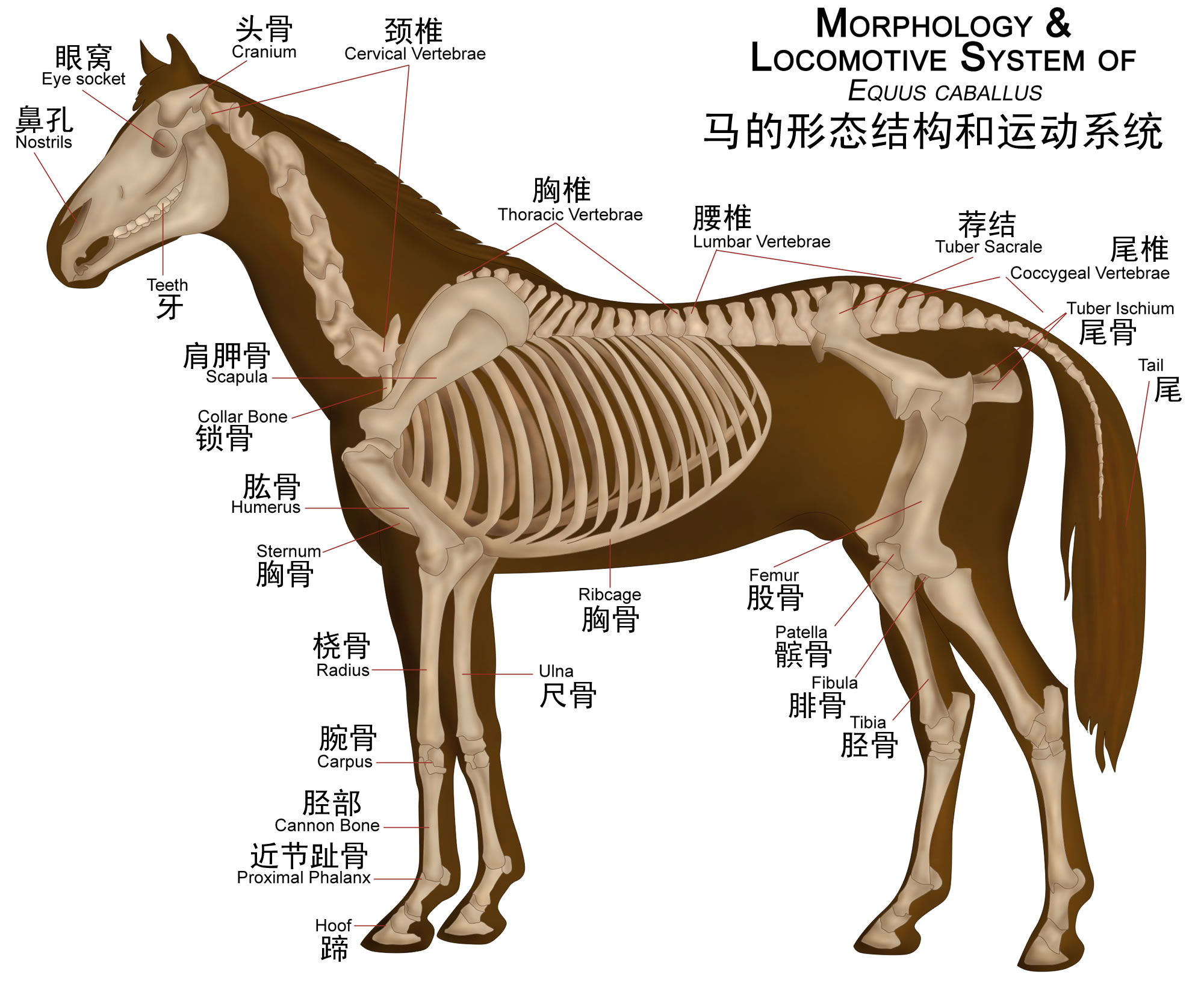
马的形态结构和运动系统

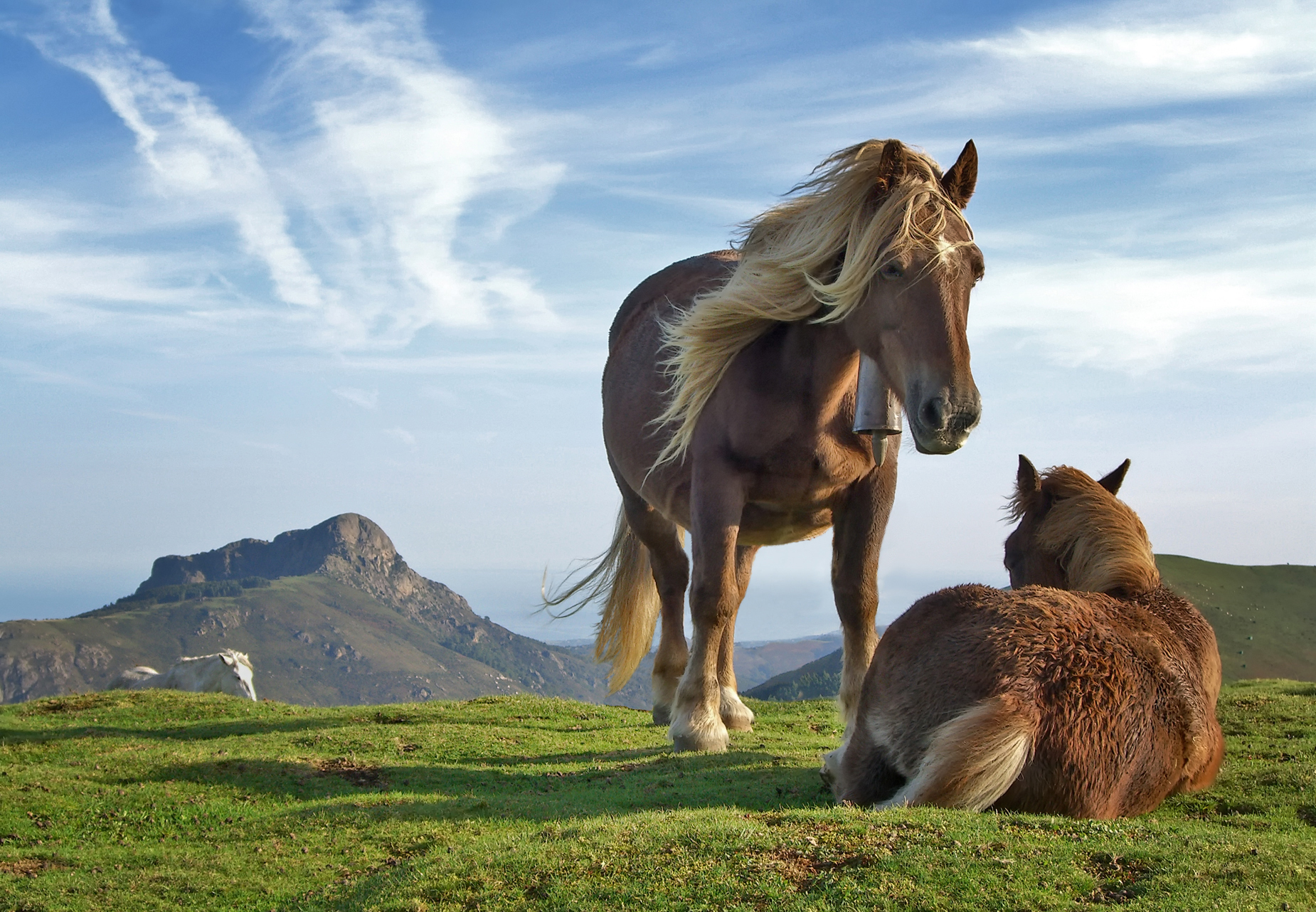
西班牙圣塞巴斯蒂安东南卞蒂斯山上的马

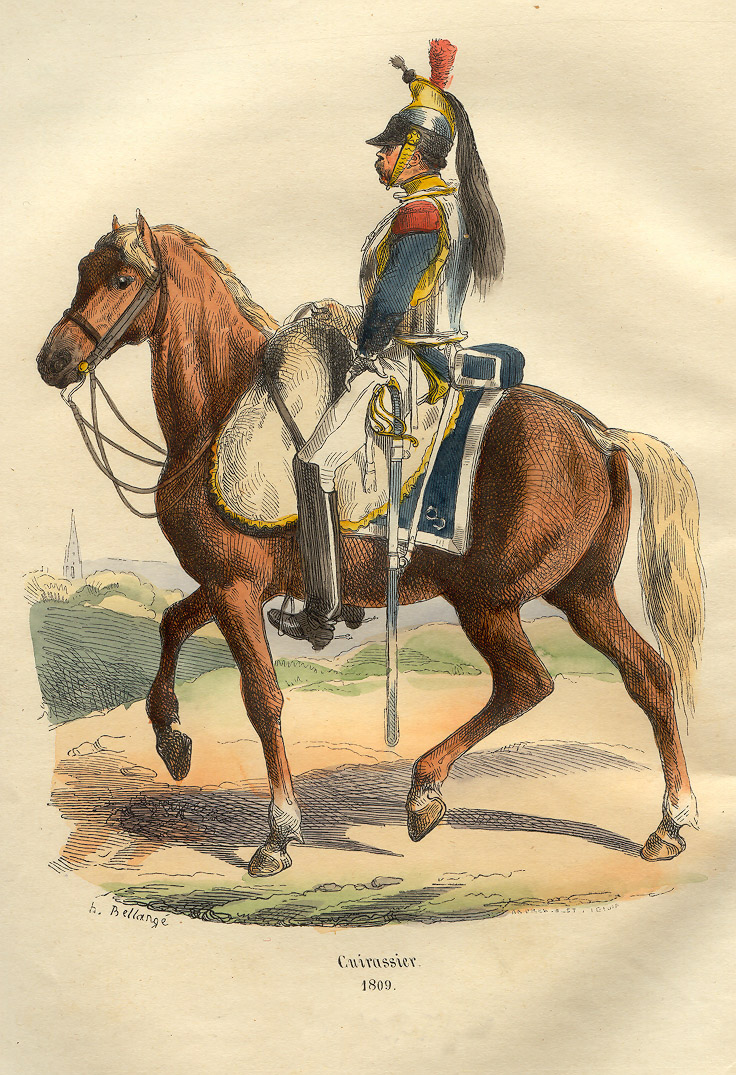
歷史上馬匹長期用於戰爭上，圖為19世紀初的法國胸甲騎兵

马的成功驯化影响了人类的历史进程。牠們帮助人类建设城镇、耕种土地、开拓疆域，曾是人类的主要运输方式之一。在人类历史上象征了胜利、主权、财富、贵族和死亡等。现代马虽然已经对人类的影响不再那么重要，但仍然是解剖学、系谱学和运动科学中的关键模型生物。

## 特征
马耳小而直立，面部长；额、颈上有长鬃，尾有長毛，四肢强健，内侧有附蝉，第三趾最发达，趾端有馬蹄，其余各趾退化；毛色复杂，有骝、栗、青、黑等。

## 演化
馬的化石非常豐富，所以馬的進化過程也研究得非常詳細。馬的進化譜系常常用來作為解釋演化的例子。
最早的馬叫始祖馬，出現於五千七百萬年前的北美洲，時值始新世。始祖馬個頭只有狗那麼大，弓著背，四肢長著多個趾頭（前腳四隻趾頭，後腳三個）。由始祖馬分化出了林林總總的眾多支系。有的支系越來越大，越來越擅長奔跑，也有的支系向著小型化發展。到中新世的時候以三趾馬為代表的馬類動物成了一類十分繁盛的動物群，是地層古生物中常見的化石動物，常常作為地質年代斷定的重要依據。
現代馬的最直接祖先是出現於一千二百萬年前中新世晚期的恐馬，而現代馬則在四百萬年前的上新世出現。北美洲一直是馬和馬類動物起源和演化中心。馬從這裡起源並向四周輻射。馬通過冰川時期形成的白令陸橋擴散到歐亞大陸，在上新世進入非洲，成為非洲大陸動物群的重要一員。馬也通過中美地峽向南美洲擴散。最晚到大約兩萬年前，馬在北美洲徹底滅絕，南美的馬甚至滅絕得更早，原因現在仍無法確定，有人認為跟美洲印第安人過度捕獵有關。從此，在近一万九千五百多年的時間裡，作為馬的發源地的北美洲第一次沒有了馬的存在，一直到公元十六世紀西班牙人再一次把馬帶回了美洲。
现代家马虽然已有超过500个品种，但是由于遗传湮没效应，已有超过88个地方品种灭绝。而在培育品种过程中所采用的纯系育种策略和血统系谱登记制度，导致家马品种的遗传多样性衰退。

## 驯化
現代飼養的馬是由歐洲野馬馴化而來的。野生的馬已經滅絕。現存的普氏野馬不是家馬的祖先。馬的進化歷程充滿了艱難險阻。馬科動物曾經是如此繁盛，前後進化出幾十個屬，到最後卻只有一個屬六七種殘存至今。馬的興衰歷程實際上是奇蹄動物的興衰歷程，奇蹄動物在現代普遍呈衰落的趨勢。人类驯化家马的最初目的是对马肉和马奶的食物需求。
马的驯化起源一直以来争议不断，一般认为马的驯化是多地区独立起源的。
伊比利亚半岛可能发生过家马独立驯化事件。伊比利亚半岛是第二个全新世野马的主要栖息地。在该地区发现的石器时代野马岩画中的野马毛色与现代家马非常相似。虽然分子遗传学证据认为伊比利亚半岛是家马独驯化的起源地之一，但是野生种群的基因渗入削弱了这项证据的说服力。
欧亚草原也可能是家马驯化起源地之一。乌克兰德里夫卡的斯莱德涅斯多格文化遗址曾被认为是家马驯化起源地，但对遗址中一匹公马前臼齿的放射性碳定年分析表明，該遺骨約大概來自公元前800‒200年间，彼時斯基泰文化已進入铁器时代，家马驯化技術早已出現。故遗址中的马遗骸可能只是狩猎到的野马。
哈萨克斯坦北部的博泰文化遗址有明确的养马证据，年代可追溯至5,500年前。考古证据显示古代博泰人已经开始役用马和食用马肉马奶，然而博泰马并非是家马的直系祖先，而是普氏野马的直系祖先，这也说明很可能存在其他的驯化起源地。

## 用途
直到工業革命蒸汽機出現以前，一直是主要的拉車動力，以至後來“馬力”成了衡量機器功率的單位。在山區無法行車的路上，馬至今仍是主要的運載工具。
在戰爭中最早也是拉戰車，由遊牧民族首先發明騎乘，古希臘與古羅馬已有騎兵。中國則在戰國時期趙武靈王胡服騎射出現騎兵。馬鞍也是遊牧民族發明的，後來經過不斷的改進；馬鐙的發明有多種說法，包括斯基泰人發明說、印度人發明說、中國人發明說等，中國人發明說法是認為馬鐙為中國人在漢朝發明的，後來才傳到歐洲。馬鐙一開始只是單獨一個，爲便於上馬，後來發展爲一邊一個。直到進入20世紀之後，由於各種戰車、直升機的出現和普及，騎兵才開始退出戰爭。現今騎乘多用於博奕競速的賽馬運動和體育競技的馬術，有的大城市巡警也還用馬，在一些觀光地則讓人們體驗騎乘。
馬也可以作爲乳用和肉用，伊斯蘭教律法禁止食用馬肉（回族、阿拉伯人與波斯人，但突厥人不禁止），西元732年教宗額我略三世下令禁止基督教徒食用馬肉，但後來作用不大，現在法國人、義大利人都食用馬肉，日本人認爲馬肉是營養豐富的肉食。在二戰期間，美國允許肉店供應馬肉以彌補牛肉供應不足，但二戰結束後，在美國西部牧場主的壓力下，又禁止供應馬肉。馬乳一直是遊牧民族的食品，尤其適合釀造“馬奶酒”。隨著馬匹被汽車取代，在美國1920年開始每年有50萬匹馬被製成寵物食物，供貓狗食用。
隨著馬的使用功能淡化，20世紀後半期，許多國家培育出各種小馬，作爲寵物或導盲用途。現在經過幾千年人的培育，馬的種類繁多，從高達2米到只有0.56米，體形各異。

## 文化

### 生肖

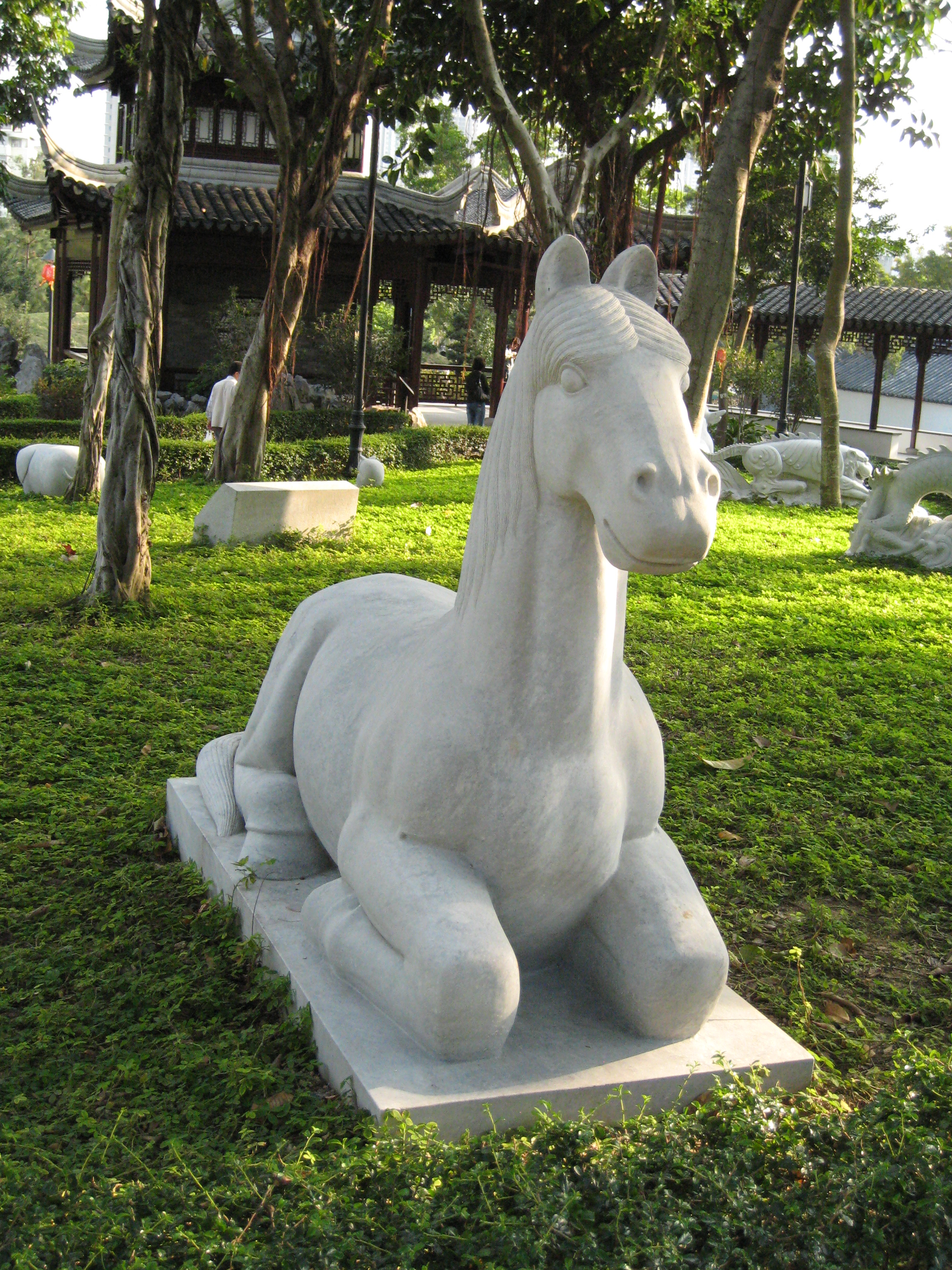
香港九龍寨城公園十二生肖像之马

馬在中国传统的十二生肖中排名第七位，对应的地支是午。

### 姓氏
马姓是常见的中文姓氏之一。除了汉族以外，其他民族也有不少马姓人士。马姓是回族的大姓之一，是由穆罕默德姓漢化而來（也有人认为是由法蒂玛转化而来），云南几乎清一色姓马。

### 畫馬藝術
馬一直以來被视为力與美的結合，不單是擔任騎乘或負重的工作，阿拉伯人以馬為真主的恩賜，值得人的崇拜與愛護。畫馬藝術更是歷久不衰，屹立不搖。

### 商标或标志
跑車名牌法拉利、保时捷等的廠徽是一匹躍起的駿馬。福特汽車公司所推出的福特野馬跑車則是一匹奔跑的駿馬。

### 傳說中的名馬
- 赤兔馬、的卢马、絕影、爪黃飛電、松風、白龙马、昭陵六駿、踢雪烏騅。
- 獨角獸、佩加索斯、斯雷普尼爾、凱爾派、拉古休、千里馬。

### 擺件
唐三彩常以「馬」作為造型。
馬有「一馬當先」、「縱橫馳騁」的意義，視為功名、事業向上的象徵，常作為企業家辦公室的擺設。
馬字有一詞「馬上」表示「立刻、即時」的意思，因此人們常利用諧音搭配成擺設，如馬背上有蒼蠅作「馬上贏」、馬背上有錢作「馬上有錢」等，常作為商店、收銀台的擺設。

## 延伸阅读
[在维基数据编辑]
 《欽定古今圖書集成·博物彙編·禽蟲典·馬部》，出自陈梦雷《古今圖書集成》

## 外部連結
- 美国小马协会（页面存档备份，存于） （英文）
- 四种基本步法（Walk:步行， Trot:小跑，Canter:慢跑，Gallop:疾驰） （英文）